# Косинские озёра
Косинские озёра — московский комплекс ледниковых озёр, находящихся в городском районе Косино-Ухтомский (бывшее село Косино), за Московской кольцевой автомобильной дорогой, приблизительно в 3 км от станции метро «Выхино». Комплекс состоит из трёх озёр — Белого, Чёрного и Святого. На берегу Белого озера находится старинный храмовый комплекс, включающий храм Успения Пресвятой Богородицы в Косино.

## Описание
Белое и Чёрное озёра сообщаются небольшим каналом и представляют собой общую систему. Косинские озёра используются как рыбацкие угодья. Суммарная площадь комплекса составляет лишь 65 га, но озера разнятся друг от друга по ряду отличительных черт. До 1970—1980-х годов во всех официальных документах озёра фигурировали как охранная зона.
Из ихтиофауны в озёрах водится окунь, плотва, подлещик, ёрш, карп, карась, лещ.
Озёра были предметом ряда исследований в области лимнологии. В Косине с 20-х годов XX века до февраля 1941 года находилась Косинская лимнологическая (биологическая) станция Московского общества испытателей природы (МОИП), основанная в 1908 году профессором Московского университета Г. А. Кожевниковым. Выходил (на русском и немецком языках) научный журнал «Труды лимнологической станции в Косине» (нем. Arbeiten der biologischen Station zu Kossino). Много трудов по изучению Косинских озер хранятся в библиотеках Берлина, Хельсинки, Стокгольма. В профильных справочниках, изданных в Вашингтоне и Лондоне, имеются данные о Косинских озёрах.

## Белое озеро

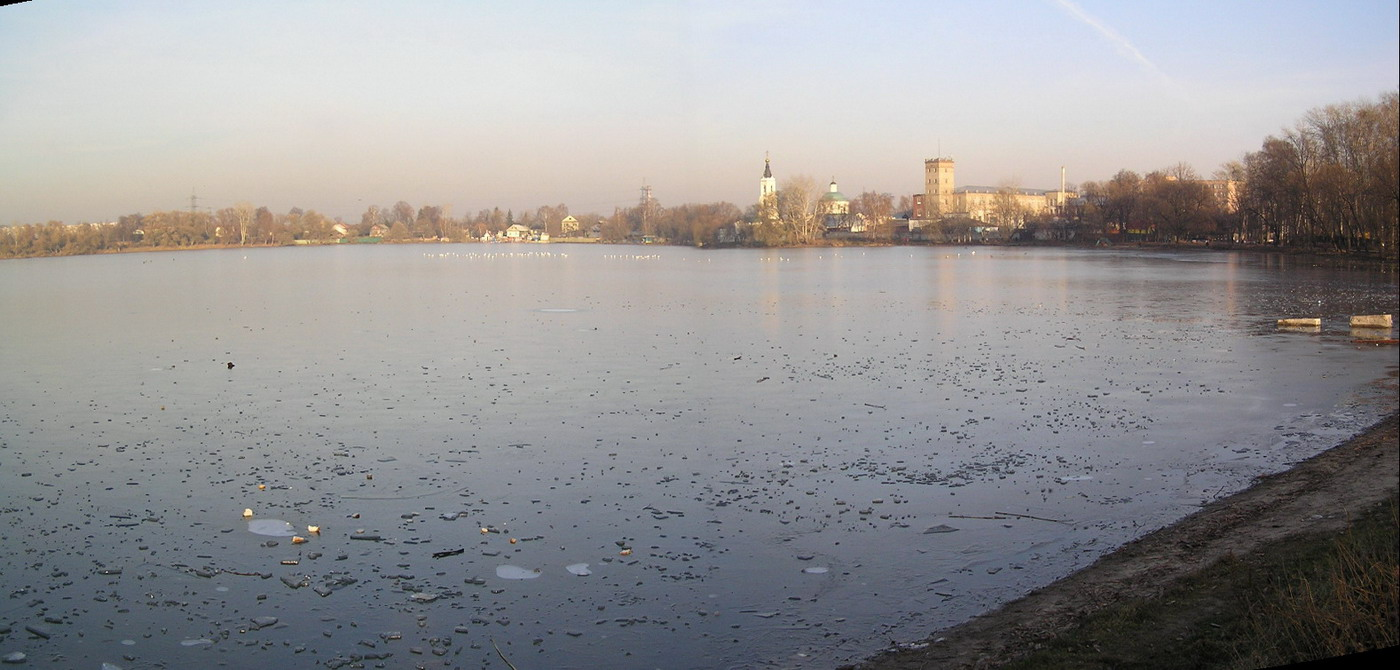
Вид на храмовый комплекс

Белое озеро является самым большим в комплексе, его площадь составляет 27 га, глубина достигает 13,5 до 19 м. По форме ложе напоминает воронку. Максимальная глубина в его восточной части — там, где церковь. Рельеф дна ровный, само дно покрыто илом, ближе к берегу преобладает песок.
Впервые озеро упоминается в завещании княгини Елены Олеговны, датированном 1433 годом. В конце XVII века озеро некоторое время было базой Потешной флотилии Петра I.
В придонных слоях воды содержится сероводород, который является токсичным. По берегам растут деревья; территория вокруг озера застроена частными домами. Рыбаки предпочитают Белое озеро двум остальным.

## Чёрное озеро
Чёрное озеро соединено с Белым небольшой протокой. На рельеф этого озера существенно повлияла интенсивная добыча торфа по его берегам в послевоенные годы, из-за этого озеро разрослось вширь (до 1940-х годов оно было наименьшим в комплексе).
Для северной части озера характерно наличие необычной для этого региона флоры и фауны, это объясняется тем, что раньше там находилось низинное болото. Там произрастает белокрыльник болотный и ряд других растений, которые стали довольно редкими для Подмосковья. У края болота течёт родник, откуда набирают воду как местные жители, так и приезжие. Берега Чёрного озера заросли камышом, имеются плавучие острова; озеро подпитывается донными родниками. Вода в озере холодная и имеет немного бурый цвет. Озеро несколько раз зарыблялось, в том числе карпом и линем.
В 1999 году в озере обнаружили и подняли со дна хорошо сохранившийся огнемётный танк на базе Т-34, провалившийся под лёд в конце декабря 1942 года. На данный момент танк в рабочем состоянии находится в музее Уралвагонзавода.

## Святое озеро
Святое озеро находится в восточной стороне Косина. Имеет круглую форму, вроде тарелки. Площадь озера — 0,08 км², средняя глубина — 3 м, максимальная — 5,1 м. Берега озера заболочены примерно на 200—250 м, там растут небольшие деревья, и подойти к озеру довольно трудно. На дне озера большой слой ила, тем не менее, оно ни разу не цвело. Вода в нём холодная, чистая и довольно прозрачная.
Вода Святого озера имеет полезные свойства: в донном иле есть йод, серебро, бром. Крестьяне использовали ил и озёрную воду в народной медицине. Современные исследования доказали, что вода Святого озера может оказывать лечебное воздействие, обладает особыми физико-химическими свойствами, благодаря невысокой температуре и особому биоценозу.